# Celama musculalis
Celama musculalis är en fjärilsart som beskrevs av Saalmüller 1880. Celama musculalis ingår i släktet Celama och familjen trågspinnare. Inga underarter finns listade i Catalogue of Life.